# Emmanuel Muscat
Emmanuel Muscat (Melbourne, 7 dicembre 1984) è un ex calciatore australiano naturalizzato maltese, di ruolo difensore.

## Carriera

### Club
Dopo aver giocato con varie squadre di club, nel 2008 si trasferisce al Wellington Phoenix dove ci rimarrà per 8 anni.
Nel marzo del 2016 trova l'accordo e si trasferisce al Melbourne City.

### Nazionale
Nel 2009 debutta con la nazionale maltese.

## Palmarès

### Competizioni nazionali
- FFA Cup: 1

Melbourne City: 2016